# Bjarne Jeppesen
Bjarne Jeppesen, danski rokometaš, * 19. avgust 1954, Glostrup, † 14. oktober 2024, Fredericia.
Leta 1980 je na poletnih olimpijskih igrah v Moskvi v sestavi danske rokometne reprezentance osvojil 9. mesto.